# Trappes
Trappes je francouzská obec v departementu Yvelines v regionu Île-de-France. Je součástí ville nouvelle Quentin-en-Yvelines, jednoho z pěti plánovaných měst v okolí Paříže. Má přibližně 34 tisíc obyvatel a rozlohu 13,5 km².

## Doprava
Nádraží v Trappes leží na železniční trati Paříž–Brest.

## Partnerská města
- Castiglione del Lago, Itálie
- Congleton, Spojené království
- Kopřivnice, Česko

## Osobnosti
- Odile Bailleux (1939–2024), cembalistka a varhanice
- Omar Sy (* 1978), herec a komik
- Nicolas Anelka (* 1979), fotbalista
- La Fouine (* 1981), rapper
- Barbara Cabrita (* 1982), portugalsko-francouzská herečka a modelka
- Fanta Diagouraga (* 2000), francouzsko-konžská házenkářka
- Ibrahim Mbaye (* 2008), fotbalista